# Краус, Фридрих
Фридрих Краус (нем. Friedrich Kraus; 31 мая 1858 — 2 марта 1936, Берлин) — австрийский врач.

## Биография
С 1893 профессор Венского университета, с 1902 — директор второй клиники Шарите в Берлине. Ему принадлежат исследования о теплоте и кислотности крови, о превращениях сахара в крови, о респираторном газообмене при лихорадке, об анемии и расстройствах питания. Ему же принадлежат следующие более обширные труды: «Die Ermüdung als ein Mass der Konstitution» (Штуттг., 1897); «Die Erkrankungen der Mundhöhle und der Speiseröhre» (в Нотнагеля «Specieller Pathologie u. Therapie», т. XVI, Вена, 1897—1902); «Die Krankheiten der Blutdrüsen» (в Ebsteins «Handb. d. prakt. Medizin», Штуттг., 1900) и несколько глав в Лейдена «Handb. d. Ernährungstherapie und Diätetik» (Лпц., 1903—1904) и в Сенатора и Каминера «Krankheiten und Ehe» (Мюнх., 1904).